# William Douglas, 4. Duke of Queensberry

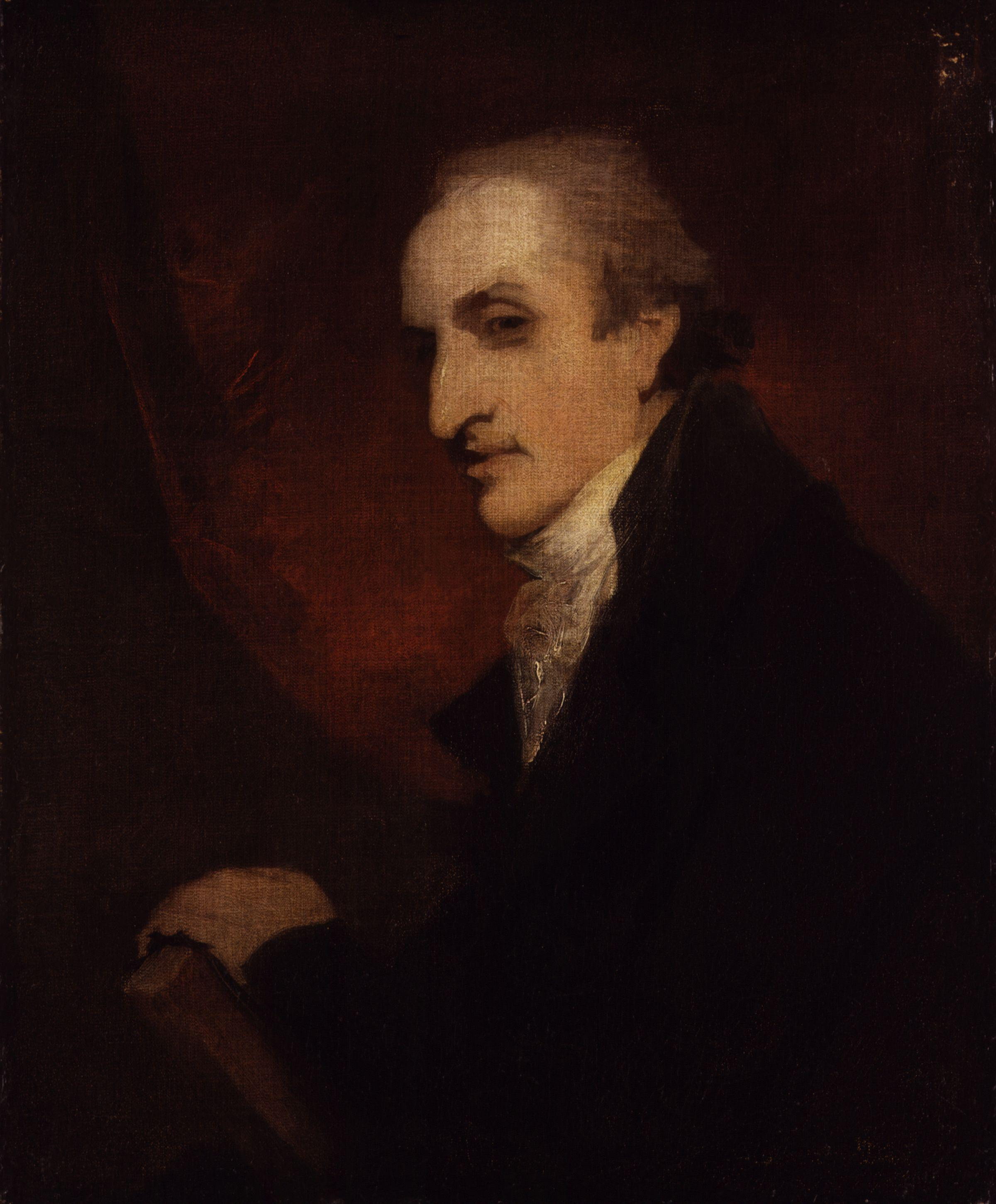
William Douglas, 4. Duke of Queensberry

William Douglas, 4. Duke of Queensberry KT (* 16. Dezember 1725; † 23. Dezember 1810), genannt Old Q, war ein schottisch-britischer Peer und Politiker.

## Leben
William Douglas war der einzige Sohn des William Douglas, 2. Earl of March (um 1696–1731), einem Enkel von William Douglas, 1. Duke of Queensberry (1637–1695). Seine Mutter war dessen Gattin Anne Hamilton, 2. Countess of Ruglen (1698–1748), Tochter und Erbin des John Hamilton, 1. Earl of Ruglen (1665–1744).
William war noch minderjährig, als er beim Tod seines Vaters 1731 dessen Adelstitel als 3. Earl of March, 3. Viscount of Peebles und 3. Lord Douglas of Neidpath, Lyne and Munard erbte. Beim Tod seiner Mutter erbte er 1748 auch deren Adelstitel als 3. Earl of Ruglen, 3. Viscount of Riccartoun und 3. Lord Hillhouse. Von 1761 bis 1787 war er als schottischer Representative Peer Mitglied des britischen House of Lords. 1778 erbte er beim Tod des Cousins seines Vaters Charles Douglas, 3. Duke of Queensberry, auch dessen Adelstitel als 4. Duke of Queensberry, 5. Marquess of Queensberry, 4. Marquess of Dumfriesshire, 7. Earl of Queensberry, 5. Earl of Drumlanrig and Sanquhar, 7. Viscount of Drumlanrig, 5. Viscount of Nith, Tortholwald and Ross, 7. Lord Douglas of Hawick and Tibberis und 5. Lord Douglas of Kilmount, Middlebie and Dornock. Am 8. August 1786 wurde ihm der britische Adelstitel Baron Douglas, of Amesbury in the County of Wiltshire, verliehen, der im Gegensatz zu seinen übrigen schottischen Adelstiteln unmittelbar mit einem Sitz im britischen House of Lords verbunden war.
Seit 1760 hatte er das Hofamt eines Lord of the Bedchamber von König Georg III. inne. Während der Erkrankung des Königs 1788 befürwortete er die Regentschaft des Prince of Wales, nach der Genesung des Königs wurde er deshalb 1789 entlassen.
1763 wurde er als Knight Companion des Distelordens (KT) ausgezeichnet. Von 1767 bis 1776 hatte er das Amt des Vice-Admiral of Scotland und von 1776 bis 1782 das Amt eines Lord of Police für Schottland inne.
Der Duke war bekannt für die eifrige Förderung des Pferderennsports sowie für seinen lockeren Lebenswandel, er hinterließ zwar mehrere illegitime Kinder, darunter Maria Emilia Fagnani († 1856), die 1798 Francis Seymour-Conway, 3. Marquess of Hertford, heiratete, und ein Vermögen von ca. einer Million Pfund; hatte jedoch nie geheiratet und keine legitimen Erben hinterlassen. Das Dukedom Queensberry fiel an seinen Neffen zweiten Grades Henry Scott, 3. Duke of Buccleuch, einen Enkel von Lady Jane Douglas, Tochter des James Douglas, 2. Duke of Queensberry, als 5. Duke of Queensberry. Das Marquessate Queensberry fiel an seinen Neffen fünften Grades Sir Charles Douglas, 5. Baronet, als 6. Marquess of Queensberry. Die Titel seines Vaters fielen an seinen Großneffen dritten Grades Francis Douglas, 8. Earl of Wemyss, als 4. Earl of March. Die Titel seiner Mutter und die Baronie Douglas erloschen mit seinem Tod.